# Dienerella costulata
Dienerella costulata är en skalbaggsart som först beskrevs av Edmund Reitter 1877.  Dienerella costulata ingår i släktet Dienerella, och familjen mögelbaggar. Arten har ej påträffats i Sverige.

## Bildgalleri

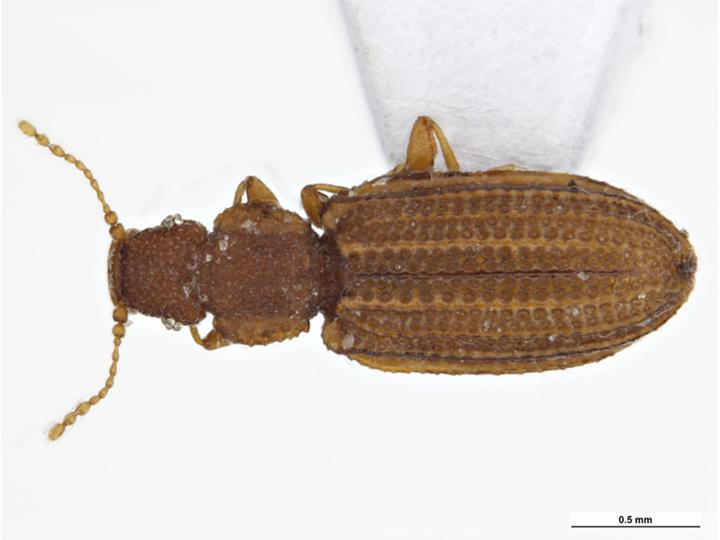